# 都呂々村
都呂々村（とろろむら）は、熊本県の南部、天草郡にかつてあった村である。

## 歴史
- 1889年4月1日 - 町村制施行。一村単独村政として発足。
- 1956年9月30日 - 苓北町へ編入。

## 学校
- 都呂々村立都呂々小学校
- 都呂々村立都呂々中学校